# Kolíbky
Kolíbky jsou vápencový krasový útvar na katastrálním území městyse Jedovnic v Moravském krasu v okrese Blansko, v bezprostřední blízkosti Rudického propadání. Kolíbky, stejně jako národní přírodní památka Rudické propadání a nedaleká obec Rudice, leží v centrální části Chráněné krajinné oblasti Moravský kras při východní hranici tohoto chráněného území.

## Archeologická a horolezecká lokalita
V turistických průvodcích bývají uváděny jako menší skalní město či amfiteátr, který je oblíbeným místem horolezců i filmařů, kteří zde točí zejména záběry do českých pohádek (např. Sedmero krkavců Ludvíka Ráži). Kolíbky jsou ale především významným archeologickým nalezištěm, jelikož lokalitu obývali v magdalénienu lovci koní a sobů. V lokalitě se nacházejí kosterní pozůstatky zvířat i kamenné nástroje pravěkých lovců.

## Kolíbky ve filmu
Ve skalních kulisách Kolíbek i přilehlého Rudického propadání se natáčela celá řada filmů. Jednalo se například o pohádky Království potoků (2005), Sedmero krkavců (1993), Zakletý vrch (1999) nebo Jak přišli kováři k měchu (1998). Kolíbky posloužily jako filmová lokace také pro dramatické snímky Nehoda (1975) v režii Rudolfa Růžičky a Ďáblova past (1961) režiséra Františka Vláčila.

## Fotogalerie

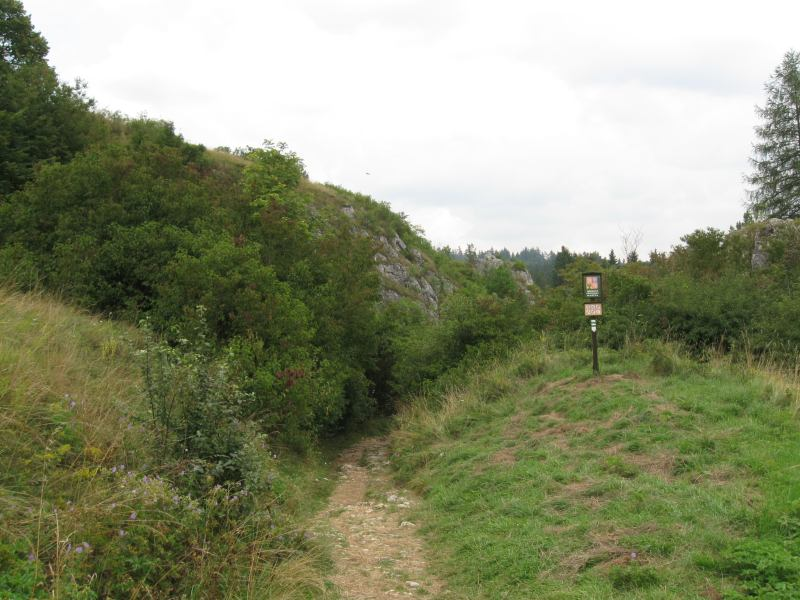
Vstup do Kolíbek od Rudice
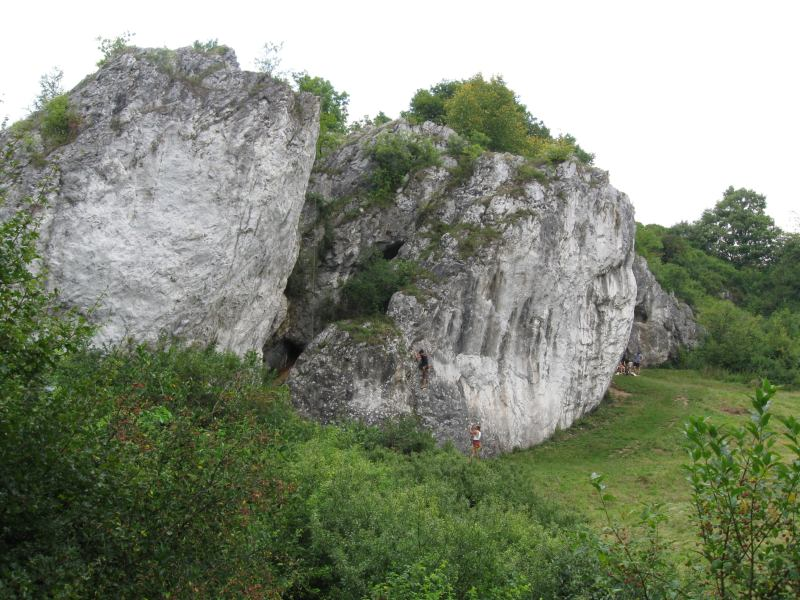
Kolíbky
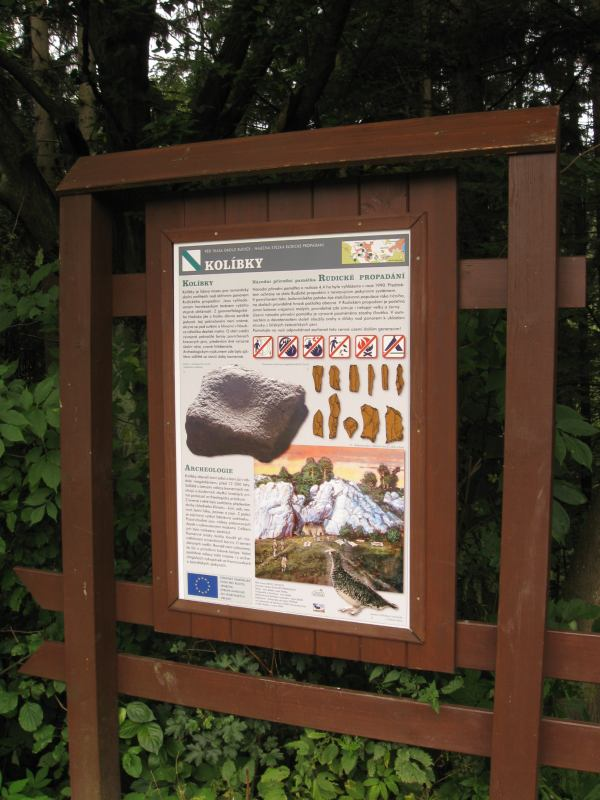
Informační tabule
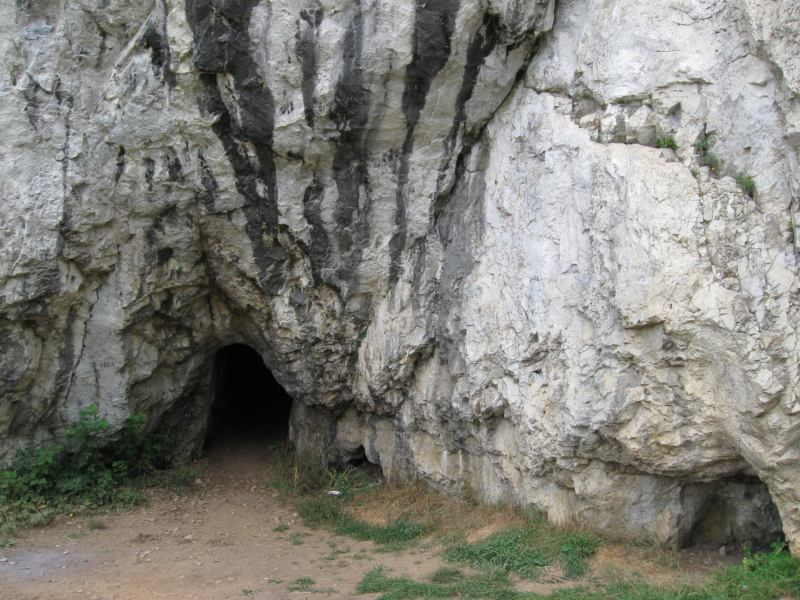
Jedna z mnoha jeskyněk